# 式亭三馬 (落語家)
式亭 三馬（しきてい さんば、1866年、1867年頃 - 1939年5月24日）は、20世紀前半に活動した落語家である。本名は宇田川 勝太郎。

## 経歴
- 改名が多く改名順序がつかみ難いが、明治の末には新内で太夫をやっていた時期もあるという。旅廻りが多かった。
- 明治30年代初め、三遊亭遊七の門で三遊亭七輔を名乗る。
- 明治30年代半ば、3代目柳家小さんの門で柳家小しん襲名。
- 1901年、4代目春風亭柳枝の門で春風亭年枝となる。
- 1911年
  - 7代目朝寝坊むらく門下で朝寝坊夢八に改名。
  - その後三遊亭遊朝となる。
- 1916年2月、三遊亭夢輔に改名。
- 1917年、上方に辿り着き、その後京都に居着いた。
- 1918年
  - 4月、三遊亭?善馬を襲名。
  - 10月、師匠の前名である2代目橋本川柳を襲名し盛大に襲名披露を行なった。この頃が全盛期だったと思われる。
- 1923年2月、式亭三馬を襲名する。
  - 昭和に入り吉本に属した。
  - 人気は下火になったが、噺は衰えなかったという。
- 1938年ころまで高座に上がっていたようである。

## 得意ネタ
得意ネタは師匠・圓馬ネタが多く、写し絵といわれた。江戸前の人情噺、『梅若礼三郎』『お岩伊之助』『唐茄子屋』などを演じた。圓馬と親子会では『文七元結』では分担して演じたこともあり話題になった。